# One Too Many Mornings
One Too Many Mornings är en låt av Bob Dylan som spelades in 1963 och lanserades på hans tredje studioalbum The Times They Are a-Changin'  1964. Albumet bestod mestadels av protestsånger, men denna låt tillsammans med "Boots of Spanish Leather" fick representera Dylans mer romantiska sida på albumet. Dylan tycks sjunga om ett kärleksförhållande som tagit slut. När Dylan framförde låten i Manchester 1966 på den ökända "Royal Albert Hall-spelningen" var den kraftigt omarbetad och han backades upp av elektriska instrument. Versionen finns tillgänglig på albumet The Bootleg Series Vol. 4: Bob Dylan Live 1966, The "Royal Albert Hall" Concert som släpptes 1998. En annan liveversion finns på albumet Hard Rain från 1976, även denna betydligt rockigare än albumversionen.
Låten har spelats in av The Association (1965), The Beau Brummels (1966), Joan Baez (albumet Any Day Now 1968), Burl Ives (1968), och Johnny Cash (albumet Johnny & June 1978), Mikael Wiehe skrev en svensk text till melodin och spelade in den som "Allra minst en morgon" tillsammans med Ebba Forsberg på albumet Dylan på svenska.